# Aixecament de potència
El powerlifting és l'aixecament de peses amb màxima potència. És un esport de força que consisteix en tres aixecaments: la flexió, la pressió sobre banc i el pes mort.
Les primeres competicions de powerlifting modernes van començar en la dècada de 1960 i hi van participar homes i dones. El 1972 es va crear la primera federació que regeix l'esport, la Federació Internacional de Potència (International Powerlifting Federation, IPF).
A diferència de l'halterofília, on els moviments són del sòl cap al cap, en els moviments de l'aixecament de powerlifting la trajectòria és més curta, encara que tots dos esports requereixen molta força. En l'halterofília s'usa molt més la tècnica i la força-velocitat, en el powerlifting s'usa més la força màxima.
El powerlifting està reconegut pel COI si bé encara es fan les gestions perquè l'esport participi com a esport d'exhibició en els jocs olímpics. Fins ara l'aixecament de potència tan sols es qualifica de esport paralímpic en els jocs olímpics.

## Història de l'aixecament de potència
Hi ha pocs documents que revelin el principi de l'aixecament de potència com a esport organitzat però, considerant que és un esport de força que lluita contra la gravetat, pot aventurar-se la hipòtesi que en l'edat de pedra ja es realitzaven els primers pesos morts, no amb una barra i uns discos equilibrats, com en l'actualitat, però sí amb diferents objectes de treball com a troncs o pedres.
L'aixecament de potència comença a practicar-se a la fi dels anys mil-nou-cents cinquanta del segle xx, en els mítics gimnasos de d'esculturisme que tan de moda començaven a ser als Estats Units. Al principi era una manera de demostrar l'evolució de la força sense haver de realitzar els complicats moviments de l'halterofília, perquè era molt més còmode de realitzar moviments com les flexions, premsa de banca i pes mort que els mítics dos temps i arrencada.
D'altra banda, amb aquesta pràctica es podien treballar tots els grups musculars, la qual cosa comportava rl fet que els atletes fossin cada vegada més forts i d'aspecte més musculat.
Comencen a realitzar-se competicions en l’àmbit particular, primer en els gimnasos, entre companys. Més endavant comencen a sorgir petits torneigs entre diversos gimnasos per a competir entre si. Però cal avançar fins a mitjan dècada del 1960 per a trobar la primera competició nacional dels Estats Units. En aquesta època l'aixecament de potència arriba a Europa, però exclusivament a alguns gimnasos d'Anglaterra, la qual cosa va comportar al fet que, en 1971, s'acordés d'organitzar-ne el primer Campionat del Món. La participació va ser molt reduïda i els esportistes van ser a càrrec exclusivament dels Estats Units i Anglaterra. Però això va ser només el principi; un any més tard, l'11 de novembre de 1972, es funda la Federació Internacional de Powerlifting (IPF) a Pennsilvània.
L'evolució va ser lenta, però, a poc a poc, es va estenent per Europa, i el 14 de maig de 1977 es funda la Federació Europea de Powerlifting (EPF) i se celebra, en Birmingan (Gran Bretanya), el primer campionat d'Europa, a l'abril de 1978.
Per llavors la pràctica de l'aixecament de potència era ja una realitat esportiva, la qual cosa no va trigar a escampar-se a la resta dels continents. En l'actualitat la IPF té més de 75 països afiliats.
A Espanya l'Associació Espanyola de Powerlifting (AEP) és l'entitat enllaçada amb la IPF i la EPF. Des de finals dels 2010s, el powerlifting ha vist un augment considerable tant en formació de nous clubs com en inscripció d'atletes i entrenadors.
Entre els clubs més destacats a Catalunya dins de la AEP ens trobem a Powerlifting Barcelona (Gymfira), Moonstone Barbell (Sabadell), Atenea Powerlifting i la F.C.Fisic-culturisme com a clubs de ple dret. Altres clubs inclouen a Laiesken, New Era Team, Praetorians (Tarragona), Underground Lifting Club o Strongman Tarrako.

## Competició
La competició d'aixecament de potència es desenvolupa de la següent manera:

A cada competidor li són permesos tres temptatives en cada tipus d'aixecament, segons el seu prestigi i la de l'organització en la qual competeixen. La millor de les seves temptatives vàlides és la que compta per al total de la competició. Si dos o més competidors aconsegueixen el mateix total, l'aixecador amb menor pes corporal es col·loca per sobre d'aixecadors més pesants.

Els aixecadors competeixen contra uns altres del mateix gènere, categoria de pes i edat. Això assegura que els registres d'aixecadors com Lamar Gant, que aixeca en pes mort 5 vegades el seu propi pes, siguin reconeguts tant com aquells d'Andy Bolton, que posseeix la marca actual de la World Powerlifting Organization en pes mort.
Les comparacions entre aixecadors i les seves puntuacions a través de diferents categories de pes poden fer-se també utilitzant sistemes de desavantatge (handicap) com la Fórmula de Wilks.

## Entrenament
Els aixecadors de potència utilitzen diferents sistemes d'entrenament. En l'entrenament convencional de potència, s'augmenta gradualment el pes i es disminueixen les repeticions al llarg del temps, encara que avui dia hi ha major èmfasi en la potència explosiva i la velocitat.
Sobre l'entrenament, cal cercar la milloració en els tres exercicis, per la qual cosa, a part de fer l'entrenament de l'exercici concret, cal treballar amb altres exercicis auxiliars que puguin donar força als principals grups musculars que intervenen en l'aixecament de potència.

### Flexions
Exercicis bàsics per a la millora de les flexions:
- Flexions barra alta.
- Flexió frontal.
- 1/2 flexions.
- Premsa (exercici auxiliar).
- Extensió de quàdriceps (exercici auxiliar).
- Flexió de femoral (exercici auxiliar).
- Tisores (exercici auxiliar).

### Pressbanca
Exercicis bàsics per a la millora del press banca:
- Fons en paral·leles.
- Press militar (en anglès military press). Noti's que els exercicis que consisteixin a empènyer un pes per sobre del cap de la persona es diuen, en anglès, overhead press. Al seu torn, d'aquests existeixen diverses variacions: strict press o military press, push press, jerk press, i el split jerk press.
- Press inclinat (en anglès incline press o incline bench press).
- Press amb manuelles.
- Press amb agafador tancat (en anglès close-grip bench press).
- Press invertida.

### Pes mort
Exercicis bàsics per a la milloració del pes mort:
- Pes mort summe
- Dominades
- Rem barra
- Pes mort cames dretes o rígides
- Hiperextensions (exercici auxiliar)
- Hiperextensions de gluti (exercici auxiliar)
- Arronsaments d'espatlles (exercici auxiliar)

També hi ha altres mètodes d'entrenaments que solen ser utilitzats, com les sèries negatives, que consisteix a sostenir el pes durant la fase excèntrica de l'exercici, durant un temps determinat.
El sistema isomètric, es fa amb una barra immòbil que es col·loca a una altura determinada i es prova d'aixecar. El millor per a aquest sistema és d'utilitzar una gàbia d'aixecament.

## Reglamentació
Encara que en els esdeveniments d'aixecament de potència sempre es competeix en flexió, premsa de banca i pes mort, les diferents federacions en tenen diferents regles i interpretacions, la qual cosa reïx en una gran quantitat de variacions.
La ADAU i la 100 % Raw Federation no permeten d'utilitzar vestiments d'ajuda als aixecadors mentre que la IPF i la Unió Atlètica Amateur, solament permeten una camisa ajustada d'un plec per flexió, peso mort o banca, canelleres i genolleres, i un cinyell. Altres federacions, tals com la IPA i WPO, permeten camises per a banca obertes en l'esquena o tancades, vestiments de diversos plecs i una gran quantitat de material d'equipament.
En una premsa de banca en la IPF, la barra pot baixar al màxim fins a la part baixa de l'estèrnum, mentre que en altres federacions la barra pot tocar l'abdomen. Això escurça la distància, fent més fàcil l'aixecament.

### Reglament de les flexions

#### Causes de moviment nul
1. No seguir els senyals del jutge central per a començar o acabar un aixecament.
2. Rebotar o fer més d'una temptativa per a recuperar la posició des de la part més baixa de l'aixecament.
3. No aconseguir la posició vertical, amb els genolls estirats, tant al començ com a la fi de l'aixecament.
4. Qualsevol moviment de peus lateral, enrere o avanci durant l'execució de l'aixecament.
5. No doblegar els genolls i baixar el cos fins que el maluc, sigui per sota de la part més alta dels genolls.
6. Canviar la posició de la barra, sobre les espatlles, després de començar l'aixecament.
7. Contacte de la barra amb els auxiliars durant el moviment.
8. Contacte dels braços o dels colzes amb les cames, durant el moviment.
9. No fer una temptativa de bona fe de tornar a posar la barra en els suports després de l'aixecament.
10. Qualsevol caiguda de la barra abans, durant o després del moviment.

### Reglament del press de banca

#### Causes de moviment nul
1. No seguir els senyals del jutge central per a començar o acabar l'aixecament.
2. Sospesar o rebotar la barra sobre el pit.
3. No parar la barra en el pit.
4. Qualsevol davallada de la barra durant el curs de l'aixecament.
5. No aconseguir la total extensió dels braços en acabar l'aixecament.
6. Aixecar les espatlles o els glutis del banc durant el moviment.
7. Contacte de la barra amb els auxiliars durant el moviment.
8. Qualsevol contacte dels peus de l'aixecador amb el banc.
9. Contacte deliberat de la barra amb els suports per a fer més fàcil l'aixecament.

### Reglament del pes mort

#### Causes de moviment nul
1. Qualsevol moviment descendent de la barra abans d'aconseguir la posició final.
2. No encaixar els genolls a la fi del moviment.
3. Sostenir la barra amb les cuixes durant l'execució de l'aixecament.
4. Pas enrere o avançament una vegada encetat el moviment.
5. Baixar la barra abans de rebre el senyal del jutge central.
6. Tornar la barra a la plataforma sense mantenir-la controlada amb ambdues mans.